# Rik Slabbinck
Rik Slabbinck (Brugge, 3 augustus 1914 - Brugge, 19 juli 1991) was een Belgisch kunstschilder.

## Levensloop
Slabbinck was een zoon van Henri Slabbinck en Elisabeth Andries. Zijn vader leidde een atelier van kunstborduurwerk voor kerkelijke gewaden, vlaggen en parementen. Rik volgde lessen aan de Brugse academie en aan de Sint-Lucas in Gent waar het verlangen groeide  om door het leven te gaan als kunstenaar-schilder. Hij werd korte tijd begeleid door Constant Permeke. In 1936 had hij zijn eerste tentoonstelling in Gent en in 1937 in het Paleis voor Schone Kunsten in Brussel. In 1938 bouwde hij zijn atelier, later ook zijn woning, in de Sint-Pietersmolenstraat, van waaruit hij toen een onbelemmerd zicht had op de poldervlakte. Na de oorlog, in 1946, trouwde hij met Lily Neef en ze kregen twee zoons.

## Loopbaan
In 1940 en 1943 was hij Tweede Prijs van Rome. In 1945 was hij medestichter van La Jeune Peinture Belge, maar trok er zich in 1947, samen met Luc Peire en Jack Godderis  uit terug. Vanaf 1950 verliet hij de donkere Permekekleuren om te evolueren naar het rijke en zonnige coloriet dat zijn latere werk kenmerkte. 
In 1950 behaalde hij de Tweede prijs voor landschapsschilderen in Santa Marghereta (Italië) en in 1953 verbleef hij lange tijd in de Provence.
De voornaamste thema's van zijn schilderijen zijn het landschap, het stilleven, het portret en het naakt. Hij portretteerde onder meer Herman Teirlinck, Stijn Streuvels en Jan Vercammen. Slabbinck produceerde ook talrijke tekeningen en litho's. Eind jaren 60 bezochten Simon Vinkenoog en Lies Westenburg (VPRO) zijn atelier in Brugge voor een tv-reportage, die in Nederland werd uitgezonden. In 1992 werd in Brugge een vereniging Rik Slabbinck opgericht met het doel zijn gedachtenis in ere te houden.
Rond 2010 werd vruchteloos gepoogd zijn huis en atelier in de Sint-Pietersmolenstraat van de sloping te redden.

## Verzamelingen
- Antwerpen, Kon. Museum voor Schone Kunsten
- Brugge, Groeningemuseum
- Brussel, Verzameling Kamer van Volksvertegenwoordigers
- Brussel, Verzameling van de Senaat
- Dendermonde, Stedelijke Musea
- Gent, Museum voor Schone Kunsten
- Oostende, Mu.ZEE (=Kunstmuseum aan Zee)